# Kulturpreis des Landes Burgenland
Der Kulturpreis des Landes Burgenland zeichnet Kunst- und Kulturschaffende des Burgenlandes aus.
Der Burgenländische Kulturpreis wird seit 1975 vergeben. Die Kategorien lauten Literatur und Publizistik (seit 1975), Musik (seit 1975), Bildende Kunst (seit 1975), Erwachsenenbildung u. Volkskultur (seit 1975), Wissenschaft (seit 1977), Kulturpublizistik (1979–1985) und Darstellende Kunst, Foto, Film, Video (seit 1986).

## Kulturpreis 1975
- Rudolf Klaudus als erster Preisträger

## Kulturpreis 1978
- Franz Erntl

## Kulturpreis 1983
- Rudolf Kedl[1]
- Jan Rys Kulturpreis für Literatur

## Kulturpreis 1984
- Klara Köttner-Benigni (Literatur)

## Kulturpreis 1988
- Josef Berghofer (Literatur)

## Kulturpreis 1989
- Sidonia Gall (Literatur und Publizistik)

## Kulturpreis 1992
- Hellmut Andics (Literatur)

## Kulturpreis 1993
- Wolfgang R. Kubizek (Musik)

## Kulturpreis 1995
- Günter Unger (Literatur)
- Harald Prickler (Wissenschaft)

## Kulturpreis 1998
- Paul Blaha (Literatur), Fria Elfen-Frenken[2], Toni Stricker (Musik), Rudolf Buczolich (Darstellende Kunst)

## Kulturpreis 2001
- Heinz Vegh (Literatur), Malerin Annelie Wagner[3]

## Kulturpreis 2004
Die Laudationes hielt Jakob Perschy
- Frank Hoffmann (Darstellende Kunst, Film und Video), Gertraud Liesenfeld (Erwachsenenbildung und Volkskultur), Harro Pirch (Bildende Kunst und Fotografie), Friederike Spitzenberger (Wissenschaft), Jutta Treiber (Literatur und Publizistik), Franz Zebinger (Musik).[4]

## Kulturpreis 2007
- Stefan Helmut Milletich (Literatur)

## Kulturpreis 2011
- Helene Flöss (Literatur und Publizistik), Gidon Kremer (Musik), Heinz Bruckschwaiger (Kunst und Fotografie), Peter Huber (Wissenschaft), Thomas Mühlgassner (Erwachsenenbildung und Volkskultur), Intendant Wolfgang Böck (Darstellende Kunst, Film und Video).[5]

## Kulturpreis 2013
- Karl Messner (Musik), Erwin Moser (Literatur und Publizistik), Josef Haubenwallner (Erwachsenenbildung und Volkskultur), Gerald Schlag (Wissenschaft), Franz Vass (Bildende Kunst und Fotografie), Liz King (Darstellende Kunst, Film und Video)[6]

## Kulturpreis 2014
- Elisabeth Waglechner (Musik)

## Kulturpreis 2015
- Der Autor Peter Wagner und der Komponist Ferry Janoska lehnten eine Überreichung des Preises durch Landeshauptmann Hans Niessl aus Protest gegen die Landesregierung Niessl IV ab, nicht jedoch den Preis selbst.[7]

## Kulturpreis 2016
- Julius Koller (* 1950 in Stegersbach; Musik)
- Marianne Gruber (Literatur und Publizistik)
- Hans Spiess (* 1944 in Baden; Erwachsenenbildung und Volkskultur)
- Alois Herzig (wissenschaftliche Leiter des Nationalparks und der Biologischen Station Illmitz; Wissenschaft)
- Wolfgang Horwath (Maler und Grafiker; Bildende Kunst und Fotografie)
- Christa Prets (Darstellende Kunst, Film und Video)[8]

## Kulturpreis 2019
- Clara Prickler (Volkskultur)[9]
- Günther Stefanits (Wissenschaft)
- Hans Lunzer (Erwachsenenbildung)
- Stefan Horvath (Literatur)
- Stefan Lentsch (Musik)
- Harald Serafin (Darstellende Kunst)
- Sepp Laubner (Bildende Kunst)
- Robert Schneider (Bildende Kunst)

## Kulturpreis 2022
- Stefan Kocsis (Musik)[10]
- Ulrike Truger (Bildende Kunst)
- Sepp Gmasz (Volkskultur)
- Karin Ivancsics (Literatur)
- Ferry Janoska (Darstellende Kunst)

## Ohne Jahresangabe
- Gottfried Kumpf
- Margit Pflagner
- Gerhard Baumgartner (* 1957 in Oberwart) (Wissenschaft und Forschung)